# Klasztor Bürgel
Klasztor Bürgel (Thalbürgel) – dawny klasztor benedyktynów w Bürgel w Niemczech, w kraju związkowym Turyngia, istniejący od XII do XVI w. Z założenia pozostał częściowo odbudowany kościół klasztorny.

## Historia
Budowę założenia rozpoczęto w 1133 z fundacji margrabiego Łużyc Henryka z Grójca. Do klasztoru sprowadzono benedyktynów z innych klasztorów na terenie Rzeszy: Paulinzelli i Hirsau. W XIII w. poświadczone jest istnienie szpitala przyklasztornego, a w XIV w. szkoły.
Upadek obyczajów religijnych oraz niegospodarność zaowocowały reformą klasztoru w 1510. Klasztor zlikwidowano w 1526 pod wpływem reformacji. Budynki klasztorne częściowo zburzono, częściowo zaczęto wykorzystywać w celach gospodarczych, a kościół popadł częściowo w ruinę. Jego zachowana część zaczęła pełnić funkcję protestanckiego kościoła parafialnego.
W XIX i XX w. przebudowano kościół, który stanowi własność miejscowej parafii protestanckiej. 